# Wołkowo (kolonia w sielsowiecie Mikołajewo)
Wołkowo – dawna kolonia. Tereny, na których leżała, znajdują się obecnie na Białorusi, w obwodzie witebskim, w rejonie miorskim, w sielsowiecie Mikołajewo.

## Historia
W czasach zaborów w powiecie dzisieńskim, w guberni wileńskiej Imperium Rosyjskiego.
W latach 1921–1945 wieś a następnie kolonia leżała w Polsce, w województwie wileńskim, w powiecie dziśnieńskim, w gminie Mikołajów.
Według Powszechnego Spisu Ludności z 1921 roku zamieszkiwało tu 56 osób, 55 było wyznania rzymskokatolickiego a 1 prawosławnego. Jednocześnie 5 mieszkańców zadeklarowało polską, 2 białoruską a 49 litewską przynależność narodową. Było tu 12 budynków mieszkalnych. W 1931 w 13 domach zamieszkiwały 83 osoby.
Wierni należeli do parafii prawosławnej Hołomyślu i rzymskokatolickiej w Dziśnie. Miejscowość podlegała pod Sąd Grodzki w Dziśnie i Okręgowy w Wilnie; właściwy urząd pocztowy mieścił się w Mikołajowie.